# Maria Potocka (1863–1927)
Maria z Gajewskich hr. Potocka (ur. 30 września 1863 w Kosmowie, zm. 30 czerwca 1927 w Napolu) – dziedziczka dóbr Piątkowo, działaczka społeczna, prezes Towarzystwa Ziemianek Polskich na Pomorzu.

## Życiorys
Maria Potocka pochodziła z rodziny szlacheckiej Gajewskich herbu Ostoja, należącej do heraldycznego rodu Ostojów (Mościców). Była córką Józefa i Łucji z Działowskich, właścicieli dóbr Piątkowo, Kosmów, Wałycz, Mgowo i innych. Urodziła się 30 IX 1863 roku w Kosmowie. Studiowała na Uniwersytecie Jagiellońskim. W roku 1893 poślubiła Oswalda hr. Potockiego h. Pilawa, syna mjra wojsk austriackich Nikodema i Ludwiki księżnej Jabłonowskiej.
Maria z Gajewskich hr. Potocka angażowała się w pracę społeczną, głównie w obszarze polityczno-gospodarczym i oświatowym. Opiekowała się szkołami wiejskimi i bibliotekami. Organizowała w pomorskich majątkach ziemskich wypoczynek dla dzieci polskich z Westfalii, Gdańska i Śląska. Wspierała polskie czytelnictwo w Prusach Zachodnich. W roku 1919 Potocka założyła i utrzymywała z własnych funduszy ochronkę i szkołę w Piątkowie. Pełniła ważne funkcję w różnych organizacjach. Piastowała stanowisko sekretarza zarządu Polskiego Instytutu Narodowego w Wąbrzeźnie. W roku 1918 została skarbnikiem Pomorskiego Towarzystwa Opieki nad Dziećmi, a później pełniła funkcję wiceprezesa tej organizacji. Od 1924 roku była członkiem honorowym tego towarzystwa. Współpracowała z Komitetem Narodowym Polskim w Paryżu, dla którego przetłumaczyła na język francuski pracę ks. Pawła Czaplewskiego pt. „Zarys historii narodowości Prus Królewskich i Książęcych”. W latach 1911–1921 pełniła funkcję prezesa Towarzystwa Ziemianek Polskich na Pomorzu. Publikowała w „Dzienniku Poznańskim”, poruszając tematykę kobiecą. Współtworzyła Toruński Komitet Niesienia Pomocy Ofiarom Wojny w Królestwie Polskim. W roku 1918 uczestniczyła w obradach Polskiego Sejmu Dzielnicowego w Poznaniu. W okresie poprzedzającym podpisanie traktatu pokojowego w Wersalu przygotowała wraz z mężem materiały dotyczące polskości Pomorza. Zginęła 30 VI 1927 r. w wypadku w Napolu. Ze względu na to, że nie pozostawiła potomstwa jej majątek został przekazany bratanicy, Ludwice z Gajewskich Iwanowskiej.